# Marton, Warwickshire
Marton är en ort och civil parish i Storbritannien.   Den ligger i grevskapet Warwickshire och riksdelen England, i den södra delen av landet, 120 km nordväst om huvudstaden London. Marton ligger 66 meter över havet och antalet invånare är 484.
Terrängen runt Marton är platt. Runt Marton är det ganska tätbefolkat, med 116 invånare per kvadratkilometer. Närmaste större samhälle är Coventry, 12,5 km nordväst om Marton. Trakten runt Marton består till största delen av jordbruksmark.